# Relief Society Magazine

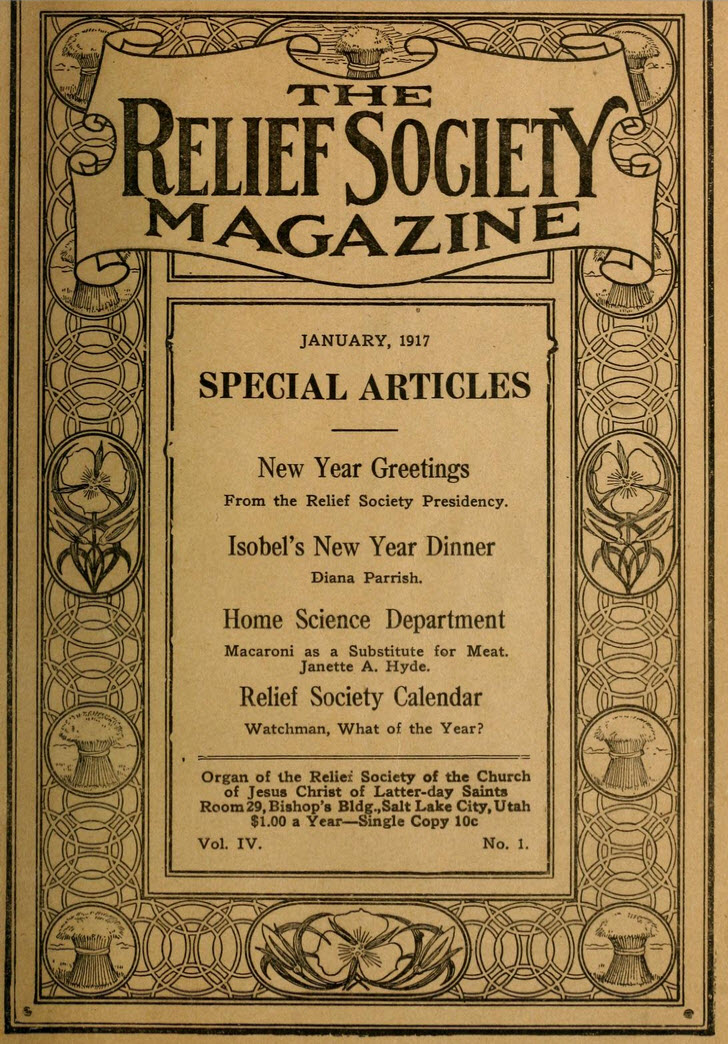
Relief Society Magazine, enero de 1917

El Relief Society Magazine era la publicación oficial de la Sociedad de Socorro de La Iglesia de Jesucristo de los Santos de los Últimos Días (Iglesia SUD) desde 1915 hasta 1970. Sucedió a la anterior Woman's Exponent, la cual había empezado en 1876. La revista fue una importante publicación sacada para las mujeres de Utah, y fue dirigida por editoras. La fundadora, Susa Young Gates, editó la revista desde 1915 hasta 1922.
En enero de 1971, la Iglesia SUD suspendió la revista, como parte de la aplicación del Programa de Correlación del Sacerdocio. De este modo, la revista y varias otras dentro de la iglesia fueron sustituidas por la Ensign. Hoy, la Sociedad de Socorro no tiene ninguna publicación propia.
- Datos: Q5413218